# Estación de Central (Metrorrey)
La Estación Central forma parte de la línea 1 del sistema Metrorrey, está localizada en la Av. Colón y Av. Bernardo Reyes en el Centro de Monterrey a 2 cuadras de la Central de Autobuses. Esta estación es accesible para personas con discapacidad.
El ícono de esta estación es representado por un autobús, haciendo referencia a que la estación está cerca de la Central de Autobuses. 